# Lutz Altepost

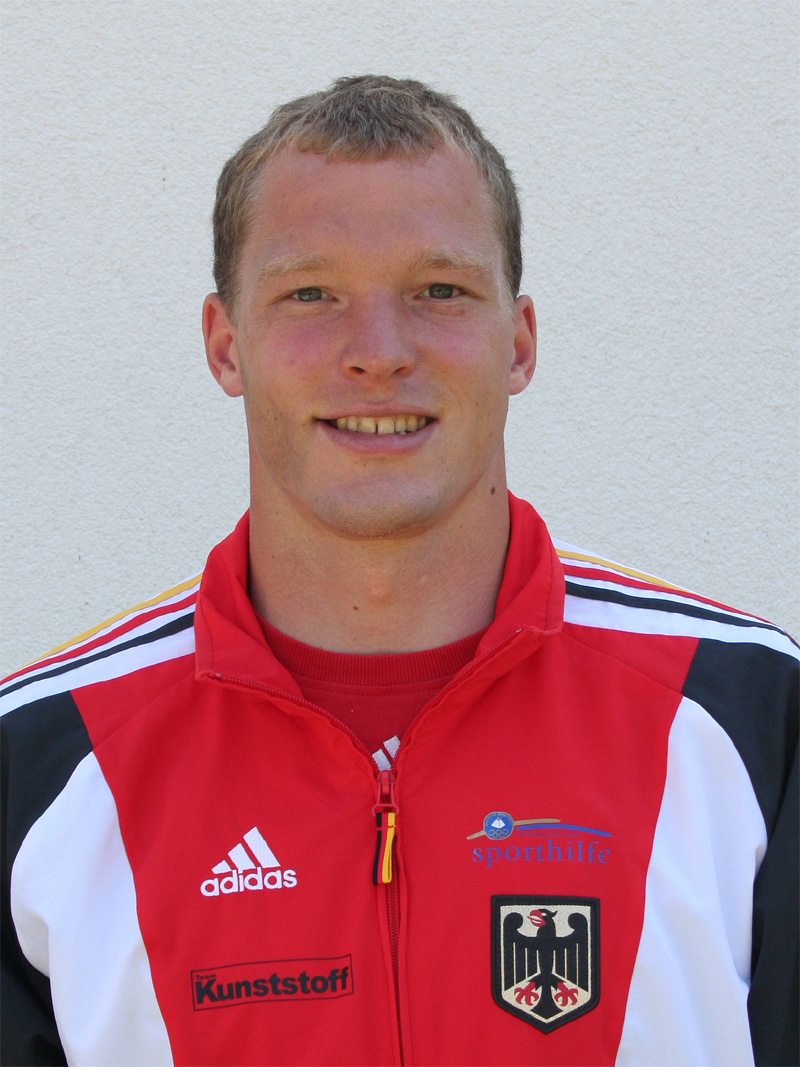
Lutz Altepost

Lutz Altepost, född den 6 oktober 1981 i Emsdetten, Tyskland, är en tysk kanotist.
Han tog OS-brons i K-4 1000 meter i samband med de olympiska kanottävlingarna 2008 i Peking.